# Bent Jædig

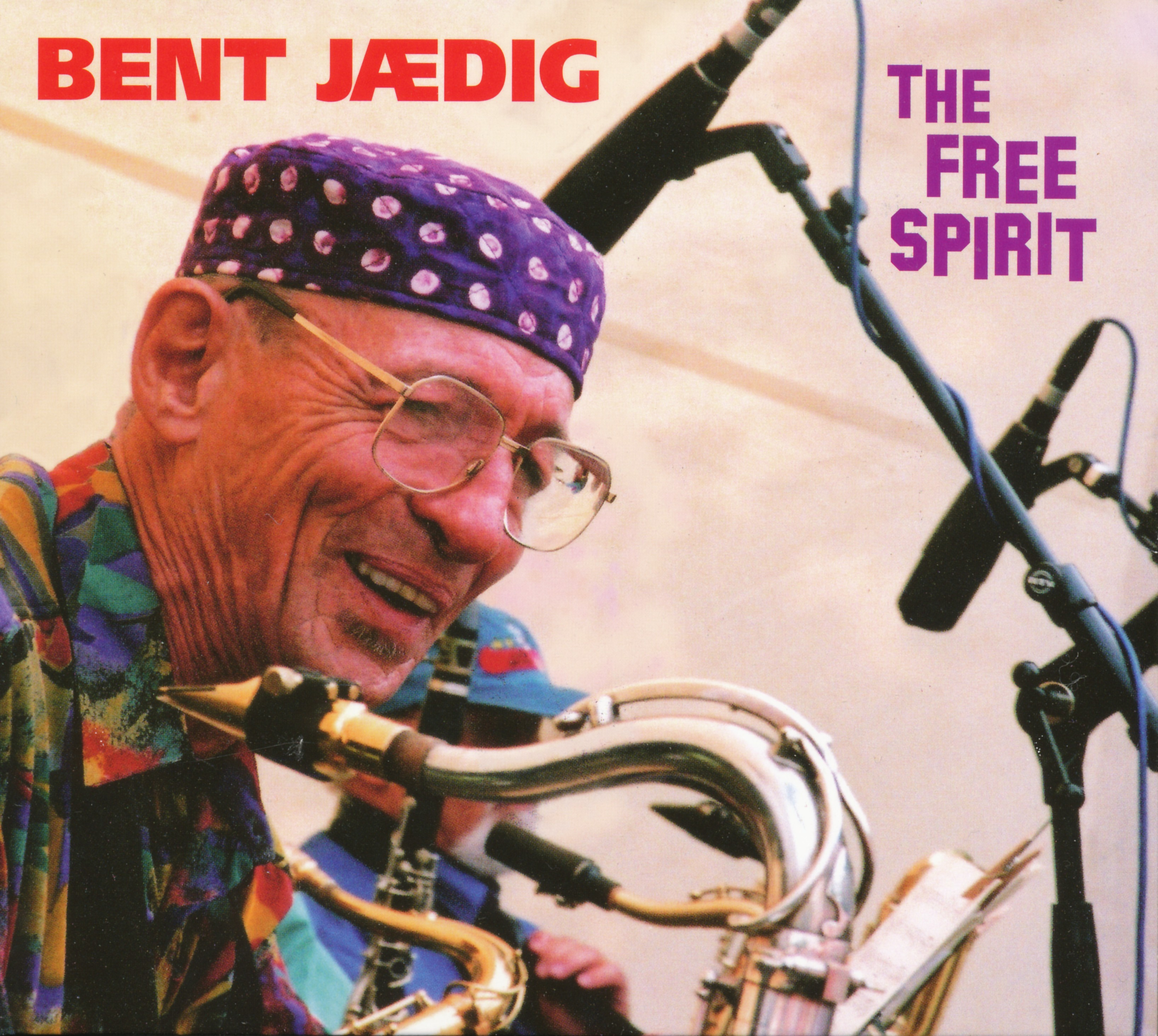
Bent Jædig

Bent Jædig (* 18. Oktober 1935 in Kopenhagen; † 9. Juni 2004) war ein dänischer Jazzmusiker (Tenorsaxophon und Flöte), der als eine Vaterfigur des Modern Jazz in Dänemark galt.

## Leben
Jædig lernte zunächst ab dem 13. Lebensjahr klassische Klarinette, bevor er aufs Tenorsaxophon wechselte. Er war ab 1957 vor allem in Deutschland tätig, wo er zunächst im Quartett mit Rafi Lüderitz und Attila Zoller spielte. Er leitete Ende der 1950er Jahre in Deutschland eine Band mit Rudi Fuesers, die auch mit Peter Herbolzheimer auftrat. 1960 spielte er bei Albert Mangelsdorff. Er wurde ab den 1960er Jahren vor allem bekannt durch seine Zusammenarbeit mit Allan Botschinsky und Bent Axen, mit denen Aufnahmen für den dänischen Ableger von Debut Records entstanden. 1962 trat er in Spanien mit Tete Montoliu auf, dann mit Karl Berger und ab 1966 mit Dusko Goykovich. Auch wirkte er an den Aufführungen von Gunther Schullers Jazzoper The Visitation mit. 1967 spielte er mit Axen und Botschinsky sowie Goykovich, Niels-Henning Ørsted Pedersen und Alex Riel sein erstes Album unter eigenem Namen ein (Danish Jazzman). In den 1960er Jahren spielte er außerdem mit dem Dollar Brand Quintett mit Don Cherry, Jimmy Woode, dem Philly Joe Jones Quintet mit Dizzy Reece und Louis Hjulmand, ferner hatte er ein Trio mit Hugo Rasmussen (Bass) und  Kresten Osgood (Schlagzeug) und spielte im Duo mit dem Pianisten Carsten Dahl.
Ab den 1970er Jahren spielte Jædig  in Dänemark lebenden und arbeitenden US-Amerikanern wie Wild Bill Davison, Art Farmer, Stan Getz, der Thad Jones Big Band (Live at Montmartre, 1978), Duke Jordan, Horace Parlan (Arrival, 1973), Sahib Shihab (Orgy in Rhythm) und in der Ernie Wilkins Almost Big Band. In den 1980er Jahren spielt er im Erling Kroner Tentett, 1985 wirkte er in der von Palle Mikkelborg geleiteten Dänischen Radio-Bigband an dem Miles-Davis-Album Aura mit und nahm 1987 mit Pierre Dørges New Jungle Orchestra auf. 1983 wurde er mit dem Ben Webster Prize geehrt.
In den 1990er Jahren spielte Jædig in einem gemeinsamen Quintett mit Dennis Drud, Erling Kroner, Jørgen Emborg und Peter Hansen, außerdem mit Allan Botschinsky (Live at the Tivoli Gardens 1996). Nach seinem Tod im Jahr 2004 nahm der Saxophonist Charles Davis ihm zu Ehren 2006 das Album Charles Davis Plays the Musik of Bent Jaedig auf. 2008 veranstaltete das Jazzhus Montmartre eine Bent Jaedig Memorial Award Celebration, bei der u. a. das Hugh Steinmetz Quintett auftrat.

## Diskographische Hinweise
Original-Alben
- Bent Axen - Bent Jaedig: Let's Keep The Message (Dänische Debut, 1960)
- Danish Jazzman (Debut, 1967)
- Egon Denu & Bent Jædig (Olufsen, 1991)
- Sizzlin’ (1996)

Kompilationen
- From Jædig's Galaxy (Storyville, 1966–83, ed. 2003)
- The Free Spirit (Little Beat Records, 1963–2003) mit Tete Montoliu, Niels-Henning Orsted Pederson, Dusko Gojkovich, Carsten Dahl, Allan Botschinsky, Duke Jordan, Kenny Drew, Pierre Dorge, Dollar Brand, Don Cherry, Mads Vinding, Art Farmer, Jesper Lundgaard, Dizzy Reece, Isla Eckinger, Philly Joe Jones